# نیکوس آناسنتوپولوس
نیکوس آناسنتوپولوس (یونانی: Νίκος Αναστόπουλος؛ زاده ۲۲ ژانویهٔ ۱۹۵۸) یک بازیکن فوتبال اهل دفنی آتن، یونان است.
وی همچنین در تیم ملی فوتبال یونان بازی کرده است.او با ۲۹ گل ملی، بهترین گلزن تیم ملی فوتبال کشورش است از او به عنوان یکی از بهترین بازیکنان یونان یاد می شود از سال ۲۰۲ تا دسامبر ۲۰۲۴ سرمربی گری باشگاه فوتبال کالاماتا یونان را عهده دار بود